# کارل ولاشک
کارل ولاشک (انگلیسی: Karl Wlaschek; زاده ۴ اوت ۱۹۱۷ – درگذشته ۳۱ مهٔ ۲۰۱۵) کارآفرین و سرمایه‌دار اهل اتریش بود، که در سال ۱۹۵۳ شرکت بیلا آگ را تأسیس کرد.